# Mnium umbraculum
Mnium umbraculum là một loài Rêu trong họ Mniaceae. Loài này được (Bruch ex Hook.) Schwägr. mô tả khoa học đầu tiên năm 1826.